# Номанс-Ленд
Номанс-Ленд (англ. Nomans Land, No Man's Land, No Mans Land, No Man's island) — небольшой необитаемый остров в 5 км к юго-западу от острова Мартас-Виньярд. Остров представляет собой заповедник дикой природы.
Административно Номанс-Ленд относится к городу Чилмарк округа Дьюкс.

## История
В 1602 году капитан Бартоломью Госнолд назвал остров в честь своей старшей дочери «Martha’s Vineyard» (Виноградник Марты), однако, позже название перешло к большому острову, а остров стал называться «Земля без людей» (No Man’s Land).
В 1942 году на острове был построен аэропорт, позже территория использовалась для бомбардировок до 1996 года. С 1997 года предпринимаются попытки очистить остров от неразорвавшихся боеприпасов, и свободный доступ для посещения острова отсутствует.